# عدنان أبو أمجد
كان عدنان عبد العزيز أحمد (1977–29 أغسطس 2017)، المعروف باسم عدنان أبو أمجد، قائدا لمجلس منبج العسكري، وهو نشط داخل قوات سوريا الديمقراطية في الحرب الأهلية السورية. وقاد عدنان مجموعته، مجلس منبج العسكري، وكتائب شمس الشمال، في كل معركة منذ تشكيلها في عام 2014، بما في ذلك حضار كوباني، وهجوم تل أبيض، وهجوم سد تشرين، وهجوم الهول، وهجوم الشدادي، ومعركة منبج، بلدته، حيث أطلق سراح والديه من حكم داعش في أغسطس 2016، وحملة الرقة، بما في ذلك معركة الرقة، التي قتل فيها في أغسطس 2017.